# 마일스 개럿

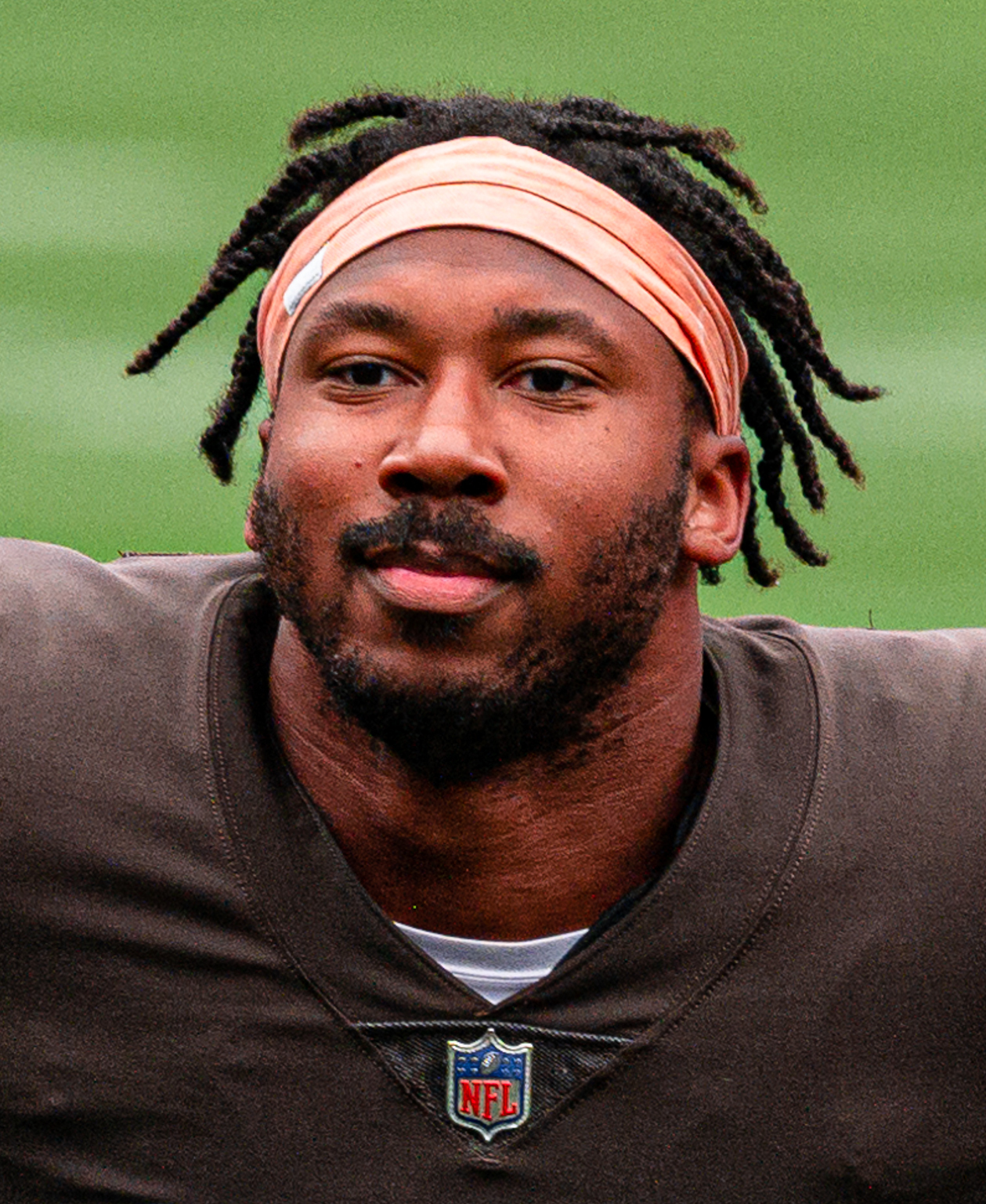
2021년 클리블랜드 브라운스에서 활동한 개럿의 모습

마일스 개럿(Myles Garrett, 본명: 마일스 로렌츠 개럿, Myles Lorenz Garrett, 1995년 12월 29일 ~ )은 내셔널 풋볼 리그(NFL)의 클리블랜드 브라운스 소속의 미국 프로 풋볼 디펜스 엔드(DE)이다. 텍사스 A&M 애기스에서 대학 풋볼을 뛰었고, 2016년 만장일치로 올아메리칸 상을 수상했다. 2017년 NFL 드래프트에서 브라운스의 전체 1순위로 지명된 개럿은 팀의 역대 통산 삭 리더이다. 그는 프로볼에 6번 선정되었고 올프로 1군에 4번 선정되었으며, 2023년 올해의 수비수에 선정되었다.

## 경력
- 클리블랜드 브라운스 (2017년~현재)

### 주요 경력 및 수상
- NFL 올해의 수비 선수(2023)
- 4× 퍼스트 팀 올 프로(2020, 2021, 2023, 2024)
- 2× 세컨드 팀 올 프로(2018, 2022)
- 6× 프로 볼(2018, 2020−2024)
- PFWA 올 루키 팀(2017)
- 빌 윌리스 트로피(2015)
- 만장일치 올 아메리칸(2016)
- 퍼스트 팀 올 아메리칸(2015)
- 2× 퍼스트 팀 올 SEC(2015, 2016)
- 세컨드 팀 올 SEC(2014)